# Арендс, Георг
Георг Арендс (нем. Georg Arends, 1863—1952) — немецкий селекционер, создатель питомника садовых растений Арендс-Маубах (нем. Arends-Maubach) и иллюстратор, специализировавшийся на ботанической иллюстрации.

## Биография
Потомственный садовод. В районе Ронсдорф города Вупперталь в 1888 году он основал питомник декоративных садовых растений Арендс-Маубах, который работает до сих пор. Специализация питомника — травянистые многолетники и папоротники. Георг Арендс создал множество сортов декоративных растений, в числе которых бузульник зубчатый 'Othello', хоста 'Elegans', анемона хубэйская 'Praecox', бадан 'Morgenröte', очиток обыкновенный'Herbstfreude', купальница 'Alabaster'.
Хорошо известны созданные им гибридные виды: Астильба Арендса (Astilbe × arendsii), Камнеломка Арендса (Saxifraga × arendsii), Аконит Арендса (Aconitum × arendsii) и Флокс Арендса — гибрид флокса флокса растопыренного и флокса метельчатого.
Во время Второй мировой войны питомник был разрушен и коллекция пропала, на сегодняшний день сохранилось не более 5 сортов флокса Арендса. Кроме этих гибридов, Арендс занимался селекцией флокса пятнистого.
В настоящее время (2016 год) питомник восстановлен и находится в собственности его правнучки Аньи Маубах (нем. Anja Maubach).